# Saint-Fargeau (stanice metra v Paříži)
Saint-Fargeau je nepřestupní stanice pařížského metra na lince 3bis ve 20. obvodu v Paříži. Nachází se na náměstí Place Saint-Fargeau.

## Historie
Stanice byla otevřena 27. listopadu 1921 jako součást vedlejší větve linky 3 ze stanice Gambetta. Od 27. března 1971 je součástí linky 3bis, která se stala samostatnou.

## Název
Stanice byla pojmenována po náměstí, které nese jméno francouzského politika Louise Michela le Peletier markýze de Saint-Fargeau (1760-1793), který ač zástupce šlechty, se podílel na Francouzské revoluci. Hlasoval pro popravu Ludvíka XVI. a sám byl zavražděn monarchistou v den popravy krále.